# Scincinae
Los escincinos (Scincinae) son una subfamilia de lagartos escincomorfos de la familia Scincidae.

## Géneros
Comprende los siguientes géneros:
- Amphiglossus Duméril & Bibron, 1839
- Ateuchosaurus Gray, 1845
- Barkudia Annandale, 1917
- Brachymeles Duméril & Bibron, 1839
- Chalcides Laurenti, 1768
- Chalcidoseps Boulenger, 1887
- Eumeces Wiegmann, 1834
- Eurylepis Blyth, 1854
- Feylinia Gray, 1845
- Gongylomorphus Fitzinger, 1843
- Grandidierina Mocquard, 1894
- Hakaria Steindachner, 1899
- Janetaescincus Greer, 1970
- Jarujinia Chan-Ard, Makchai & Cota, 2011
- Madascincus Brygoo, 1982
- Melanoseps Boulenger, 1887
- Mesoscincus Griffith, Ngo & Murphy, 2000
- Nessia Gray, 1839
- Ophiomorus Duméril & Bibron, 1839
- Pamelaescincus Greer, 1970
- Paracontias Mocquard, 1894
- Plestiodon Duméril & Bibron, 1839
- Proscelotes de Witte & Laurent, 1943
- Pseudoacontias Bocage, 1889
- Pygomeles Grandidier, 1867
- Scelotes Fitzinger, 1826
- Scincopus Peters, 1864
- Scincus Laurenti, 1768
- Scolecoseps Loveridge, 1920
- Sepsina Bocage, 1866
- Sepsophis Beddome, 1870
- Typhlacontias Bocage, 1873
- Voeltzkowia Boettger, 1893